# Liste der Biografien/A
Liste der Biografien |
Portal Biografien |
Personensuche
# |
A |
B |
C |
D |
E |
F |
G |
H |
I |
J |
K |
L |
M |
N |
O |
P |
Q |
R |
S |
T |
U |
V |
W |
X |
Y |
Z |
?
 
Aa |
Ab |
Ac |
Ad |
Ae |
Af |
Ag |
Ah |
Ai |
Aj |
Ak |
Al |
Am |
An |
Ao |
Ap |
Aq |
Ar |
As |
At |
Au |
Av |
Aw |
Ax |
Ay |
Az
Die Liste der Biografien führt alle Personen auf, die in der deutschsprachigen Wikipedia einen Artikel haben. Dieses ist eine Teilliste mit 41 Einträgen von Personen, deren Namen mit dem Buchstaben „A“ beginnt.

## A
- A, Pharao
- A Boogie wit da Hoodie (* 1995), US-amerikanischer RapperA Boogie wit da Hoodie (* 1995)

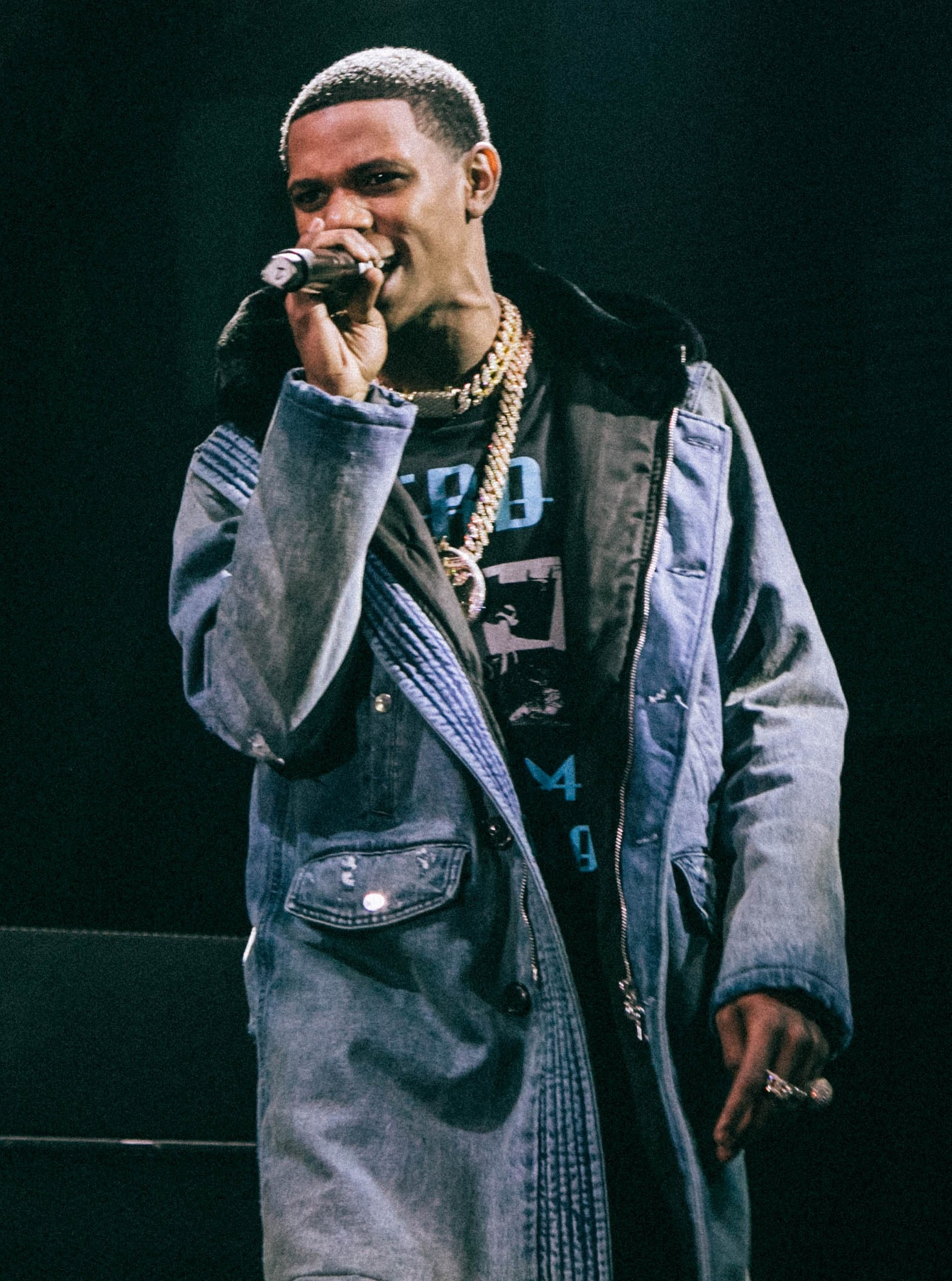
A Boogie wit da Hoodie (* 1995)

- A Bu (* 1999), chinesischer Jazzpianist und Komponist
- A Cheng (* 1949), chinesischer Schriftsteller und Drehbuchautor
- À Court Repington, Charles (1858–1925), britischer Kriegsberichterstatter
- À Court, William, 1. Baron Heytesbury (1779–1860), britischer Diplomat und Politiker (Tory)
- à Court, William, 1. Baronet († 1817), britischer Offizier und Politiker
- à Court-Repington, Charles Ashe (1785–1861), britischer General und Politiker
- a Marca, Antonio (1507–1558), Schweizer Politiker, Landammann, Militär und Hauptmann
- a Marca, Carlo (1622–1681), Schweizer Politiker, Notar, Landammann, Podestà und Präsident der Syndikatur in Veltlin
- a Marca, Carlo (1803–1851), Schweizer Politiker, Landammann, Militär und Oberstbrigadier
- a Marca, Carlo Corradino (1805–1878), Schweizer Politiker, Richter, Landammann, Militär und Oberstleutnant
- a Marca, Carlo Domenico (1725–1791), Schweizer Politiker, Richter, Landammann, Podestà und Präsident der Syndikatur in Veltlin
- a Marca, Clemente Maria (1764–1819), Schweizer Politiker, Richter, Landammann, Grossrat und Staatsrat
- a Marca, Giuseppe (1799–1866), Schweizer Politiker, Richter, Landammann, Bündner Grossrat, Mitglied des Kleinen Rats und Landrichter des Grauen Bundes
- A Mili (* 1990), surinamische Sängerin
- à Porta, Stephan (1868–1947), Schweizer Rechtsanwalt, Wohnungsbauunternehmer, Stifter
- á Reynatúgvu, Páll (* 1967), färöischer Politiker des linksrepublikanischen Tjóðveldi und Präsident des färöischen Parlaments
- a Silva, Stefano (1798–1863), italienischer Priester, Schulmeister, Freimaurer und Pfarrer
- A Thousand Fuegos (* 1982), österreichischer Künstler und Musiker
- A*M*E (* 1994), britische Musikerin, Komponistin und Singer-Songwriterin
- A*S*Y*S (* 1967), deutscher DJ und Produzent
- A+ (* 1982), US-amerikanischer Rapper
- A, Dominique (* 1968), französischer Komponist, Autor und Interpret
- A, Isabelle (* 1975), belgische Popsängerin
- A, Ke-Jian (1933–2022), chinesischer Violinist, Musikpädagoge und Komponist
- A, Que (* 1990), chinesischer Schriftsteller
- A'-anepada, frühdynastischer König von Ur
- A-Baki, Ivonne (* 1951), ecuadorianische Diplomatin und Politikerin
- A-Lin (* 1983), taiwanische Mandopop-Sängerin
- A-lusion (* 1983), niederländischer Hardstyle-DJ und Musikproduzent
- A-Mei (* 1972), taiwanische Mandopop-Sängerin
- A-Trak (* 1982), kanadischer DJ
- A. G., US-amerikanischer Rapper
- A., Habte (* 1979), eritreischer Mann mit Wohnsitz in der Schweiz, der beschuldigt wird, am 29. Juli 2019 in Frankfurt am Main zwei Personen vor einen Zug gestoßen zu haben
- A., Sami (* 1976), tunesischer salafistischer Prediger
- A.geh Wirklich? (* 1976), österreichischer Hip-Hop-Musiker
- A.K.-S.W.I.F.T. (* 1969), amerikanischer Rapper
- A.n.d.r.e. (* 1992), deutscher Popsänger
- A.T.F.C., britischer DJ
- A7S (* 1994), schwedischer Musikproduzent, Songwriter und SängerA7S (* 1994)

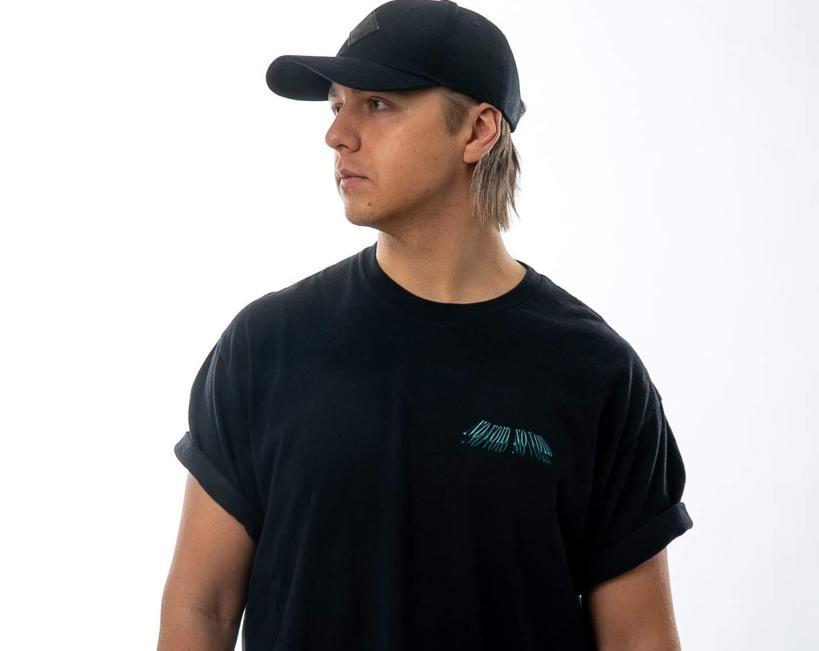
A7S (* 1994)